# Vincent Pajot
Vincent Pajot (Domont, Isla de Francia, Francia, 19 de agosto de 1990) es un futbolista francés. Juega de centrocampista y su equipo es el F. C. Annecy de la Ligue 2 de Francia.

## Estadísticas

### Clubes
Actualizado hasta el 10 de mayo de 2025.
| Club | Div.          | Temporada     | Liga  | Liga  | Copas nacionales(1) | Copas nacionales(1) | Torneos internacionales(2) | Torneos internacionales(2) | Total | Total | Media goleadora(3) |
| Club | Div.          | Temporada     | Part. | Goles | Part.               | Goles               | Part.                      | Goles                      | Part. | Goles | Media goleadora(3) |
| --- | ------------- | ------------- | ----- | ----- | ------------------- | ------------------- | -------------------------- | -------------------------- | ----- | ----- | ------------------ |
| U. S. Boulogne Francia | 2.ª           | 2010-11       | 38    | 6     | 6                   | 0                   | —                          | —                          | 44    | 6     | 0,14               |
| U. S. Boulogne Francia | Total club    | Total club    | 38    | 6     | 6                   | 0                   | 0                          | 0                          | 44    | 6     | 0,14               |
| Stade Rennais F. C. Francia | 1.ª           | 2011-12       | 20    | 0     | 2                   | 0                   | 6                          | 1                          | 28    | 1     | 0,04               |
| Stade Rennais F. C. Francia | 1.ª           | 2012-13       | 27    | 0     | 6                   | 0                   | —                          | —                          | 33    | 0     | 0                  |
| Stade Rennais F. C. Francia | 1.ª           | 2013-14       | 14    | 1     | 2                   | 0                   | —                          | —                          | 16    | 1     | 0,06               |
| Stade Rennais F. C. Francia | 1.ª           | 2014-15       | 23    | 0     | 3                   | 0                   | —                          | —                          | 26    | 0     | 0                  |
| Stade Rennais F. C. Francia | Total club    | Total club    | 84    | 1     | 13                  | 0                   | 6                          | 1                          | 103   | 2     | 0,02               |
| A. S. Saint-Étienne Francia | 1.ª           | 2015-16       | 28    | 1     | 2                   | 0                   | 6                          | 0                          | 36    | 1     | 0,03               |
| A. S. Saint-Étienne Francia | 1.ª           | 2016-17       | 21    | 3     | 1                   | 0                   | 11                         | 0                          | 33    | 3     | 0,09               |
| A. S. Saint-Étienne Francia | 1.ª           | 2017-18       | 20    | 2     | 1                   | 0                   | —                          | —                          | 21    | 2     | 0,1                |
| A. S. Saint-Étienne Francia | Total club    | Total club    | 69    | 6     | 4                   | 0                   | 17                         | 0                          | 90    | 6     | 0,07               |
| Angers S. C. O. Francia | 1.ª           | 2018-19       | 13    | 0     | 0                   | 0                   | —                          | —                          | 13    | 0     | 0                  |
| Angers S. C. O. Francia | 1.ª           | 2019-20       | 6     | 0     | 1                   | 0                   | —                          | —                          | 7     | 0     | 0                  |
| Angers S. C. O. Francia | Total club    | Total club    | 19    | 0     | 1                   | 0                   | 0                          | 0                          | 20    | 0     | 0                  |
| F. C. Metz Francia | 1.ª           | 2019-20       | 7     | 0     | 1                   | 0                   | —                          | —                          | 8     | 0     | 0                  |
| F. C. Metz Francia | 1.ª           | 2020-21       | 12    | 0     | 1                   | 0                   | —                          | —                          | 13    | 0     | 0                  |
| F. C. Metz Francia | 1.ª           | 2021-22       | 30    | 1     | 1                   | 0                   | —                          | —                          | 31    | 1     | 0,03               |
| F. C. Metz Francia | Total club    | Total club    | 49    | 1     | 3                   | 0                   | 0                          | 0                          | 52    | 1     | 0,02               |
| F. C. Annecy Francia | 2.ª           | 2022-23       | 31    | 2     | 5                   | 5                   | —                          | —                          | 36    | 7     | 0,19               |
| F. C. Annecy Francia | 2.ª           | 2023-24       | 31    | 2     | 1                   | 0                   | —                          | —                          | 32    | 2     | 0,06               |
| F. C. Annecy Francia | 2.ª           | 2024-25       | 29    | 1     | 4                   | 1                   | —                          | —                          | 33    | 2     | 0,06               |
| F. C. Annecy Francia | Total club    | Total club    | 91    | 5     | 10                  | 6                   | 0                          | 0                          | 101   | 11    | 0,11               |
| Total carrera | Total carrera | Total carrera | 350   | 19    | 37                  | 6                   | 23                         | 1                          | 410   | 26    | 0,06               |
| (1) Incluye datos de Copa de Francia y Copa de la Liga de Francia. (2) Incluye datos de Liga Europa de la UEFA. (3) No incluye goles en partidos amistosos. |               |               |       |       |                     |                     |                            |                            |       |       |                    |